# Норвегия на «Детском Евровидении — 2004»
Норвегия принимала у себя конкурс «Детское Евровидение — 2004», который прошёл в Лиллехаммере, 20 ноября 2004 года. На конкурсе страну представил @lek с песней «En stjerne skal jeg bli», выступивший пятым. Он занял тринадцатое место, набрав 12 баллов.

## Национальный отбор
452 заявки были отправлены в NRK, из них были выбраны 10 для национального отбора, прошедшего 12 июня 2004 года, ведущими которого были Стиан Барснес-Симонсен и Надя Хаснауи. Победитель был определен телеголосованием.
| Melodi Grand Prix Junior 2004 — 12 июня 2004 | Melodi Grand Prix Junior 2004 — 12 июня 2004 | Melodi Grand Prix Junior 2004 — 12 июня 2004 | Melodi Grand Prix Junior 2004 — 12 июня 2004 | Melodi Grand Prix Junior 2004 — 12 июня 2004 |
| №                                            | Артист                                       | Песня                                        | Место                                        | Всего                                        |
| -------------------------------------------- | -------------------------------------------- | -------------------------------------------- | -------------------------------------------- | -------------------------------------------- |
| 01                                           | Cee Jays                                     | «Hør på oss»                                 | 3                                            | 16188                                        |
| 02                                           | Йоаким Моландер                              | «Vi to»                                      | —                                            | —                                            |
| 03                                           | Vi                                           | «Det æ'kke deg, det er meg»                  | —                                            | —                                            |
| 04                                           | @lek                                         | «En stjerne skal jeg bli»                    | 1                                            | 24765                                        |
| 05                                           | The Exocarps                                 | «Andreplass»                                 | —                                            | —                                            |
| 06                                           | Sheepboys                                    | «Damer er noe dritt»                         | —                                            | —                                            |
| 07                                           | Luna                                         | «Min egen vei»                               | —                                            | —                                            |
| 08                                           | Ханне Мерете Кристенсен                      | «Her for deg»                                | 4                                            | 13285                                        |
| 09                                           | Summerboys                                   | «Det var sommer»                             | 2                                            | 24181                                        |
| 10                                           | Rosa Klinkekuler                             | «Bikinidamene»                               | —                                            | —                                            |

## На «Детском Евровидении»
Финал конкурса транслировал телеканал NRK1, комментатором которого была Йонна Стёме, а результаты голосования от Норвегии объявляла Ида. @lek выступил под пятым номером после Швейцарии и перед Францией, и занял тринадцатое место, набрав 12 баллов.

## Голосование[5]
| Баллы     | Страна |
| --------- | ------ |
| 12 баллов |        |
| 10 баллов |        |
| 8 баллов  |        |
| 7 баллов  | Дания  |
| 6 баллов  |        |
| 5 баллов  | Швеция |
| 4 балла   |        |
| 3 балла   |        |
| 2 балла   |        |
| 1 балл    |        |

| Баллы     | Страна             |
| --------- | ------------------ |
| 12 баллов | Дания              |
| 10 баллов | Хорватия           |
| 8 баллов  | Испания            |
| 7 баллов  | Румыния            |
| 6 баллов  | Великобритания     |
| 5 баллов  | Северная Македония |
| 4 балла   | Швеция             |
| 3 балла   | Нидерланды         |
| 2 балла   | Франция            |
| 1 балл    | Греция             |